# Pottawatomie County (Oklahoma)
Das Pottawatomie County ist ein County im US-Bundesstaat Oklahoma. Der Verwaltungssitz (County Seat) ist Shawnee. Das U.S. Census Bureau hat bei der Volkszählung 2020 eine Einwohnerzahl von 72.454 ermittelt.

## Geographie
Das County liegt etwas nordöstlich des geographischen Zentrums von Oklahoma und hat eine Fläche von 2055 Quadratkilometern, wovon 14 Quadratkilometer Wasserfläche sind. Es grenzt im Uhrzeigersinn an folgende Countys: Lincoln County, Okfuskee County, Seminole County, Pontotoc County, McClain County, Cleveland County und Oklahoma County.

## Geschichte

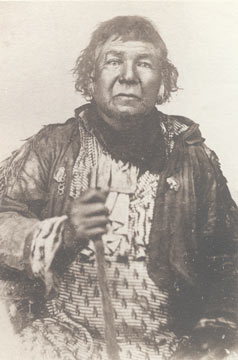
Chief Shabbona, der Potawatomi

Pottawatomie County wurde 1891 als Original-County aus freiem Territorium gebildet. Benannt wurde es nach dem nordamerikanischen Indianerstamm Potawatomi. Besiedelt wurde das County durch weiße Siedler während der zweiten offiziellen Land-Besitznahme (Oklahoma Land Run) vom 22. September 1891.
18 Bauwerke und Stätten des Countys sind im National Register of Historic Places (NRHP) eingetragen (Stand 6. Juni 2018).

## Demografische Daten

Alterspyramide des Pottawatomie County

Nach der Volkszählung im Jahr 2000 lebten im Pottawatomie County 65.521 Menschen in 24.540 Haushalten und 17.717 Familien. Die Bevölkerungsdichte betrug 32 Einwohner pro Quadratkilometer. Ethnisch betrachtet setzte sich die Bevölkerung zusammen aus 79,88 Prozent Weißen, 2,89 Prozent Afroamerikanern, 11,20 Prozent amerikanischen Ureinwohnern, 0,60 Prozent Asiaten, 0,11 Prozent Bewohnern aus dem pazifischen Inselraum und 0,65 Prozent aus anderen ethnischen Gruppen; 4,67 Prozent stammten von zwei oder mehr Ethnien ab. 2,36 Prozent der Bevölkerung waren spanischer oder lateinamerikanischer Abstammung.
Von den 24.540 Haushalten hatten 32,7 Prozent Kinder unter 18 Jahre, die im Haushalt lebten. 56,5 Prozent waren verheiratete, zusammenlebende Paare, 11,8 Prozent waren allein erziehende Mütter. 27,8 Prozent waren keine Familien, 24,0 Prozent waren Singlehaushalte und in 10,5 Prozent der Haushalte lebten Menschen im Alter von 65 Jahren oder darüber. Die durchschnittliche Haushaltsgröße betrug 2,55 und die durchschnittliche Familiengröße betrug 3,02 Personen.
25,8 Prozent der Bevölkerung waren unter 18 Jahre alt, 11,2 Prozent zwischen 18 und 24, 26,9 Prozent zwischen 25 und 44, 22,3 Prozent zwischen 45 und 64 und 13,8 Prozent waren 65 Jahre oder älter. Das Durchschnittsalter betrug 36 Jahre. Auf 100 weibliche Personen kamen 93,4 männliche Personen. Auf 100 Frauen im Alter von 18 Jahren oder darüber kamen 89,2 Männer.
Das jährliche Durchschnittseinkommen eines Haushalts betrug 31.573 USD und das durchschnittliche Einkommen einer Familie betrug 38.162 USD. Männer hatten ein durchschnittliches Einkommen von 31.104 USD gegenüber den Frauen mit 21.460 USD. Das Prokopfeinkommen betrug 15.972 USD. 11,6 Prozent der Familien und 14,6 Prozent der Bevölkerung lebten unterhalb der Armutsgrenze.